# غاضبون وغاضبات (مسلسل)
غاضبون وغاضبات هو مسلسل اجتماعي كوميدي مصري من إنتاج سنة 1993 عبارة عن حلقات منفصلة تتناول مشكلات الشباب حيث تدور كل حلقة في أحداث وشخصيات مختلفة. المسلسل عن قصة للأديب المصري أنيس منصور ومن إخراج وجيه الشناوي.

## طاقم التمثيل
- صلاح ذو الفقار
- شيرين سيف النصر
- شريف منير
- عايدة عبد العزيز
- عايدة كامل
- رشوان توفيق
- شوقي شامخ
- محمد السبع
- سناء شافع
- سلوي عثمان
- عصمت محمود